# Nordträsket
Nordträsket är en sjö i Sorsele kommun i Lappland och ingår i Umeälvens huvudavrinningsområde. Sjön har en area på 0,176 kvadratkilometer och ligger 644,4 meter över havet. Nordträsket ligger i Vindelfjällen Natura 2000-område.

## Delavrinningsområde
Nordträsket ingår i det delavrinningsområde (726869-154255) som SMHI kallar för Mynnar i Juktåns vattendragsyta. Medelhöjden är 604 meter över havet och ytan är 36,67 kvadratkilometer. Det finns ett avrinningsområde uppströms, och räknas det in blir den ackumulerade arean 64,14 kvadratkilometer. Närtabäcken som avvattnar avrinningsområdet har biflödesordning 3, vilket innebär att vattnet flödar genom totalt 3 vattendrag innan det når havet efter 308 kilometer. Avrinningsområdet består mestadels av skog (91 procent). Avrinningsområdet har 0,47 kvadratkilometer vattenytor vilket ger det en sjöprocent på 1,3 procent.